# Part preterme
El naixement prematur o part preterme és aquell en el qual el part ocorre abans de les 37 setmanes de gestació, en oposició a la majoria dels embarassos que duren més de 37 setmanes, comptades des del primer dia de l'última menstruació.
Per l'OMS, l'edat de la gestació és un criteri necessari i suficient per definir la prematuritat: serà prematur tot naixement abans de les 37 setmanes d'amenorrea (SA); és a dir, després dels 259 dies que segueixen al primer dia de l'última regla. En funció de l'edat gestacional, els nascuts preterme s'agrupen en tres categories: prematurs extrems (menys de 28 setmanes), prematurs importants (de 28 a 32 setmanes) i prematurs moderats o tardans (de 32 a 37 setmanes). Segons les recomanacions de l'esmentada Organització (1977), el límit inferior per establir una acta de naixement per infants nascuts vius és de 22 setmanes després de l'amenorrea, o un pes de 500 grams o una longitud coroneta-còccix de 25 cm.

## Història
A la Grècia Antiga el nen prematur era anomenat elitomina (mesos perduts). Dionís, d'acord amb la mitologia, nasqué com a resultat d'un peculiar part preterme provocat per Zeus i fou cuidat per les Híades en una cova temperada fins a aconseguir un pes adequat.
L'interès social i la preocupació mèdica pels naixements prematurs fou, durant molts segles, pràcticament inexistent. Es consideraven una desgràcia, un fet aberrant o inclús un càstig misteriós a conseqüència d'influències malignes o de les males accions dels pares. A l'Anglaterra del segle XVIII els nadons preterme eren vistos com a monstres mig humans, mig bèsties, sense dret a herència.
L'any 1857, el metge francès Jean-Louis-Paul Denucé (1824-1889) publicà el primer article en una revista mèdica acreditada sobre una incubadora que emprava aigua calenta per mantenir la temperatura del nen i perllongar la seva vida. Pierre-Constant Budin (1846-1907) va desenvolupar el primer mètode d'alimentació assistida en prematurs per mitjà d'un tub intragàstric. El 1880 fou patentada a París per Etienne Stephane Tarnier (1828–1897), mentor de Budin, la primera incubadora tancada i a l'Exposició de Berlín de 1896, Budin i Couney presentaren una incubadora que aconseguí mantenir vius els prematurs ("prestats" pel Dr. Virchow) durant el temps que durà la seva estada al pavelló Kinderbrutanstalt. L'obstetra nord-americà Joseph B. DeLee (1869–1942), un pioner de la intubació i la ventilació pulmonar en prematurs, va inventar una incubadora amb termòstat i una versió portàtil millorada de la mateixa (1900) per recollir els nens als domicilis sota la vigilància d'infermeres degudament formades. El 1902, el British Medical Journal opinava que la prematuritat era un problema pendent d'una solució urgent. El Dr. Julius Hess inaugurà la primera unitat especialitzada en tractar nadons prematurs a l'Hospital Michael Reese de Chicago l'any 1922. El seu llibre Premature and congenital diseased infants fou l'obra de referència de l'època.
Els avenços de la Neonatologia a les darreres dècades han estat molt importants. En el nostre medi occidental, un nen de 1000 grams nascut l'any 1960 tenia un risc de mortalitat del 95%, mentre que un nen amb el mateix pes nascut l'any 2000 tenia un índex de supervivència del 95%. Louis Gluck (1924–97), capdavanter del disseny de proves per avaluar la maduresa pulmonar fetal (ràtio lecitina:esfingomielina en líquid amniòtic), creà la primera unitat de cures intensives neonatal al Yale New Haven Hospital (1960).
Amb la intenció d'homenatjar els nens prematurs i les seves famílies i de conscienciar sobre la prematuritat, es va celebrar per primera vegada el 29 de novembre de 2009 el "Dia del Nen Prematur" a Espanya.
Dades del 2013 indicaven que cada any naixien al món 15 milions de nens abans de les 37 setmanes de gestació, dels quals morien 1,1 milions per prematuritat, i que un terç dels supervivents presentaven discapacitats més o menys greus.

## Límit de viabilitat
Als Estats Units i altres països anglosaxons, el límit pràctic de viabilitat dels prematurs és de 22 setmanes (setmanes d'amenorrea o SA), tot i que en casos excepcionals poden ser viables més aviat.
En altres països com França i d'altres, el límit pràctic de viabilitat s'estima com 24-25 SA /o un pes de naixement d'almenys 500 grams.
En general, la literatura mèdica considera que el límit de la viabilitat humana és de 23 setmanes SA. És obvi, però, que la supervivència i els possibles danys neurològics a curt i mitjà termini d'aquests prematurs extrems depenen dels recursos tecnològics i dels professionals amb formació específica disponible en cada cas.
L'índex de supervivència dels nens en el límit de viabilitat, altrament anomenats periviables, s'ha incrementat als països occidentals en els darrers anys (~4%), si bé el nombre de supervivents sense problemes neuromotors o sensorials ha augmentat en una proporció menor i les dades sobre els dèficits intel·lectuals o alteracions del comportament emocional a llarg termini són controvertides. Molts treballs indiquen que el risc de presentar disfuncions cognitives durant l'edat escolar és considerable. A Suïssa, s'ha elaborat un protocol d'assaig clínic prospectiu per avaluar els efectes protectors a llarg termini (entre els 7 i els 12 anys) sobre determinades habilitats mentals d'un tractament precoç amb eritropoietina en un ampli grup de prematurs extrems. A l'efecte de disminuir al màxim la morbiditat, l'assistència des dels primers moments en un centre de cures intensives neonatals sempre és el més desitjable per aquests prematurs, segons indiquen els estudis basats en l'evidència.
Els avenços de les tècniques de ressuscitació i suport vital aplicades als prematurs extrems ha originat qüestions ètiques i medico-legals molt delicades, ja que no sempre es compaginen amb determinats sentiments o principis morals susceptibles d'alterar les decisions terapèutiques. En general, si bé alguns matisos depenen de les pautes acceptades a cada país i de les nombroses actualitzacions locals, s'observen els criteris següents:
- En nounats amb una edat gestacional < 22 setmanes i/o < 500 grams de pes no es practiquen maniobres de reanimació.
- En nounats de 23-24 setmanes i/o 500-600 grams de pes no es fan maniobres de reanimació llevat que, segons l'opinió dels pediatres/neonatòlegs, presentin una vitalitat acceptable.
- En nounats de > 24 setmanes i/o 600 grams de pes sempre es practica reanimació i s'instaura el tractament oportú.
- De ser possible, es consensuen amb els pares les accions a seguir i aquests formen part activa del conjunt de decisions.

La supervivència dels prematurs de menys de 500 grams de pes en néixer és poc freqüent, però s'han descrit casos aïllats amb seguiment perllongat i resultats satisfactoris. És convenient individualitzar cada actuació segons el context obstètric prenatal i en funció del desenvolupament postnatal quotidià.
Un grup d'investigadors del Children's Hospital of Philadelphia Research Institute desenvolupa un nou sistema de bossa plàstica estèril i tancada, semblant a un "úter artificial", que permet l'intercanvi de gasos entre el fetus i el contingut líquid de la bossa. Les proves realitzades amb fetus de xai han estat prometedores. El sistema podria ser, en el futur, un instrument vàlid i de baix cost per aconseguir la supervivència de prematurs extrems humans a llocs sense centres neonatals especialitzats.

## Causes
- Problemes d'asfíxia fetal o infecció durant l'embaràs. Un 10–25% dels parts preterme. No és fàcil estimar la veritable importància de les infeccions considerades oportunistes o banals com a causa de part preterme. S'han correlacionat alteracions de la microbiota vaginal amb els parts prematurs, si bé la quantificació d'algunes variables és força complicada.[26] La infecció per herpesvirus simple tipus 2 s'associa amb canvis en l'estroma del cèrvix que modifiquen la seva maduració normal, perill de disseminació infecciosa ascendent i augment del risc de part preterme.[27] També es creu que determinades espècies de gèrmens de la flora oral podrien ser una causa infecciosa infradiagnosticada de prematuritat, corioamnionitis i/o sèpsia neonatal.[28] La malaltia periodontal podria alterar la gestació per disseminació hematògena dels patògens o per fenòmens inflamatoris reactius en la mare i/o el fetus.[29] Les infeccions urinàries sense un tractament correcte també augmenten el risc de sofrir aquesta anomalia.[30] Ureaplasma spp. (uns bacteris de la classe dels mol·licuts que habitualment formen part de la flora bacteriana urogenital sense causar infeccions), sobretot U. parvum i U. urealyticum, són una causa de corioamnionitis i parts prematurs identificada de forma creixent des de fa uns anys gràcies als avenços en les tècniques de PCR.[31][32] Les infeccions genitourinàries maternes, moltes vegades asimptomàtiques, per Trichomonas vaginalis i Mycoplasma hominis tenen una relació estadísticament significativa amb el part prematur.[33] Els serovars de Chlamydia trachomatis responsables de la clamidiosi de transmissió sexual estan directament implicats en l'origen d'un considerable nombre de parts preterme,[34] molts d'ells d'especial gravetat, ja que originen una important inflamació placentària.[35][36]
- Sífilis. Més del 50% dels casos a algunes zones geogràfiques.[37] Dades epidemiològiques de 2008 estimaven el nombre de parts preterme provocats per la sífilis entre 65.000 i 74.000 casos/any a tot el món.[38] La transmissió materno-fetal del Treponema pallidum subsp. pallidum (sífilis congènita) s'associa amb el naixement de nens prematurs que pateixen greus complicacions sèptiques.[39]
- Malària. Possiblement la causa més important arreu del món, si bé no es coneixen dades amb suficient validesa estadística, ja que és difícil avaluar per separat els seus efectes dels de la malnutrició materna.[40][41] La forma placentària de la parasitosi provoca alteracions directes en les vellositats coriòniques que impedeixen la normal nutrició fetal i, per una altra banda, l'anèmia produïda pel plasmodi per destrucció dels eritròcits materns ocasiona una hipoperfusió dels teixits de la placenta que afecta la seva funcionalitat. Per això, el paludisme és una de les malalties més relacionades amb la prematuritat i el naixement de nens de baix pes.[42]
- Preeclàmpsia. Segons els països i/o la gravetat del procés, es creu que afecta aproximadament a 9/1000 embarassos.[43]
- Estat nutricional matern deficient.
- Lupus eritematós sistèmic. S'ha observat que entre les gestants joves amb aquesta malaltia existeix una incidència significativa de parts preterme.[44] El risc és major si les dones es troben en una fase activa d'aquesta patologia autoimmunitària.[45] La presa d'hidroxicloroquina[46] per part d'aquestes gestants s'associa amb un increment del temps d'embaràs i, per tant, amb una prematuritat menys accentuada.[47]
- Alteracions de la concentració de l'hemoglobina materna durant l'embaràs.[48] De vegades en relació amb l'abús de certs complements dietètics.[49]
- Celiaquia materna no tractada.[50] En les gestants celíaques sotmeses a una dieta lliure de gluten i a tractament profilàctic amb dosis reduïdes d'heparina de baix pes molecular el risc de part preterme és significativament menor.[51]
- Hipo o hipertiroïdisme matern. Aquestes malalties són una causa no gaire freqüent, però estadísticament significativa, de part preterme.[52]
- Esteatosi hepàtica gestacional. És una complicació rara (0.1-0.6% de tots els embarassos), greu i pròpia del tercer trimestre de gestació. Comporta un alt percentatge de parts prematurs.[53]
- Gestació múltiple. Hi ha un conjunt de paràmetres amb valor predictiu segons sigui el cas.[54]
- Alteracions de la vasculatura arterial del cordó umbilical.[55]
- Trastorns del son materns. En especial l'insomni i l'apnea del son.[56]
- Trastorn d'ansietat matern greu. Hi ha una certa manca de consens en l'avaluació de les nombroses variables relacionades amb aquesta causa, ja que existeix una gran divergència entre les metodologies d'estudi utilitzades per cada disciplina. En general, s'accepta que alts nivells d'estrès psicosocial durant les darreres fases de la gestació en mares amb estratègies d'afrontament inadequades augmenten el risc d'un part prematur.[57] Entre els mecanismes etiològics que vinculen l'estrès, l'ansietat/angoixa i el part preterme s'inclouen canvis neuroendocrins i d'inflamació crònica.[58]
- Anomalies dels conductes de Müller (estructures precursores de l'úter) que impliquin una perfusió placentària insuficient.[59]
- Endometriosi i endometrioma ovàric (un quist hemàtic benigne dels ovaris derivat de la presència de teixit endometrial en aquestes estructures).[60]
- Consum de drogues durant l'embaràs, en especial opiacis i/o cocaïna.[61] El tabaquisme incrementa el risc de part prematur i es recomana la cessació de l'hàbit des de l'inici de l'embaràs.[62]
- Com moltes altres patologies, el part preterme sovint té múltiples concauses, incloent les genètiques i les ambientals. Han estat identificats sis loci que regulen la durada de la gestació i el moment del part. Un locus en concret sembla influir en la funció de determinades cèl·lules responsables del procés de decidualització endometrial i podria ser l'objectiu de nous fàrmacs dirigits a prevenir el part preterme. Un altre locus es relaciona amb el dèficit de seleni i la seva incidència en el part preterme. Es creu que les dones que viuen en regions de sòl pobre en dit element i/o que tenen una dieta sense ell, presenten un major risc de patir alteracions espontànies gestacionals.[63] En aquesta línia de recerca, altres treballs recents indiquen que el moment del part està determinat per mecanismes transcriptòmics que regulen les citocines immunitàries responsables de determinades respostes de tipus inflamatori a la interfície materna/fetal. Això explica que en processos relacionats amb el part preterme, com ara la preeclàmpsia, el patiment fetal o la placenta prèvia, s'observin fenòmens d'expressió gènica relacionables amb un rebuig immune.[64] Determinades variacions en la telomerasa transcriptasa inversa materna s'associen amb la ruptura prematura de membranes i el part preterme.[65] Dins d'aquest camp d'investigació, la majoria de treballs ha estat focalitzada en identificar factors de risc relacionats amb el genoma matern. Un grup de la Universitat Stanford ha plantejat una nova hipòtesi: que el genoma fetal té una influència independent en l'origen del part preterme. Analitzant les mutacions fetals de novo -sense relació amb el genoma dels progenitors- han observat que els prematurs presenten un major índex de dites mutacions que els nascuts a termini. A més, les mutacions de novo associades amb la prematuritat afecten sobretot a gens essencials en el desenvolupament embrionari i en especial als implicats en la formació inicial del cervell fetal. Això sembla indicar que aquest tipus de mutacions podria tenir un paper molecular etiològic important en el part preterme.[66] En el cas dels parts preterme espontanis i recurrents, encara que no es coneixen completament els patrons d'heredabilitat, molts estudis indiquen que certs polimorfismes podrien ser factors familiars determinants d'aquesta forma de trastorn gestacional en particular.[67] L'exposició a diversos contaminants atmosfèrics es considera també una concausa a tenir en compte.[68] El diòxid de sofre és un dels gasos que té una associació clarament definida per nombrosos estudis amb els naixements prematurs.[69] Altres factors ambientals que poden alterar la normal evolució de l'embaràs són la presència al medi o als aliments de bifenil policlorats, dioxines, compostos perfluorats o d'èter difenílic polibromat.[70] Un estudi realitzat als comtats de Califòrnia amb dades de 15 anys consecutius recollides pels CDC indicà una associació significativa entre el nombre de parts preterme i el nivell d'ús de pesticides al comtat de residència materna, independentment del grup racial i socioeconòmic de la mare. També es va observar una incidència més elevada de parts preterme i de gestacions més curtes durant els mesos de major utilització de pesticides (maig i juny) i es van fer correlacions amb el tipus particular d'aquests (fungicida, insecticida, fumigant o herbicida).[71]

## Prevenció
Si s'aprecien alteracions en la normal evolució de la mida cervical es poden instaurar diverses formes de teràpia amb progesterona, ajustades a les característiques particulars de cada cas. Generalment, la suplementació de progesterona s'inicia entre les 16-24 setmanes de gestació i termina a les 34-36 setmanes, si no apareixen complicacions. L'administració intravaginal de la substància micronitzada minimitza els seus efectes adversos. S'ha iniciat un programa internacional de recollida de dades per elaborar un protocol amb l'objectiu d'avaluar els pros i els contres dels tipus, les dosis i els criteris d'ús de progesterona en la prevenció del part preterme.
El sulfat de magnesi no es considera actualment un fàrmac preventiu eficaç. Betamimètics, com l'atosiban, no han demostrat ser medicaments prou competents davant l'amenaça d'un part prematur i avui dia no formen part dels uteroinhibidors d'elecció. Les citocines proinflamatòries constitueixen un element important en la patogènia dels parts prematurs espontanis; per aquest motiu, alguns especialistes opinen que el resveratrol és una substància amb efectes protectors en dites alteracions gestacionals. Dosis baixes d'aspirina podrien ser útils en els casos de part preterme espontani recurrent derivats d'alteracions en la perfusió placentària.
Pel que fa als programes de salut pública, hi ha un consens general a l'hora de recomanar la identificació de les dones amb risc, el control ultrasonogràfic, la restricció tabàquica durant l'embaràs o inclús abans, la valoració de les infeccions genitals en gestants i del seu possible tractament o d'assolir l'ús generalitzat de proves genòmiques poc costoses i fiables.
La prematuritat és la segona causa de mort de nens de menys de 5 anys a tot el món. Es calcula que l'any 2010 nasqueren 14,9 milions de nens prematurs, aproximadament. Un 60% d'ells a països del sud-est asiàtic o de l'Àfrica subsahariana. Durant el període 1990-2010, només 3 estats (amb un registre de dades fiable) van reduir el nombre de parts prematurs: Croàcia, Equador i Estònia.
Catalunya té una taxa de prematuritat del 7,3% (2012) i en aquesta taxa el percentatge de prematurs extrems (22-31 setmanes de gestació) és del 11.6%. L'Agència de Salut Pública ha editat un protocol de prevenció i atenció a la prematuritat. A l'Estat espanyol s'ha observat un moderat increment dels casos de prematuritat tardana durant les darreres dècades, un fet que alguns especialistes relacionen amb l'envelliment matern, les induccions del part i les cesàries electives.

## Detecció precoç
Un examen ultrasònic a través de la vagina pot detectar els canvis cervicals (en la seva longitud) que es creu que prediuen el part prematur en dones que ja tenen contraccions uterines. En funció dels resultats de la prova es pot determinar el procediment ginecològic més adequat al cas. Un altre mètode és analitzar el patró d'activitat elèctrica muscular de l'úter fent un electrohisterograma. També existeixen determinacions bioquímiques amb un cert valor predictiu: de la fibronectina (una glicoproteïna) fetal que ha estat emprada en el pronòstic negatiu del part preterme i que és qüestionada avui dia pel seu baix índex cost/efectivitat; de la IGFBP-1 (en anglès: insulin like growth factor binding protein 1, de vegades anomenada proteïna placentària 12), considerada un marcador útil en circumstàncies determinades; o de la PAMG-1 (proteïna placentària alfa-microglobulina-1, en anglès: placental alpha microglobulin-1) en secrecions vaginals. Ha estat avaluada la quantificació dels nivells d'altres biomarcadors que mostren una considerable capacitat de predicció positiva i negativa, com la tioredoxina o la proteïna antagonista del receptor de la interleuquina-1, si bé no existeixen sobre aquest tema aplicacions clíniques aprovades per ara.
L'estudi de l'expressió de determinats microARNs (ARNm) materns en plasma pot ser un instrument útil per la detecció precoç del risc de parts prematurs. Sembla existir una correlació entre l'expressió alterada dels mARNs C19MC en el teixit placentari, la ruptura prematura de membranes i el part preterme. Aquesta línia de recerca coincideix amb el fet, observat uns anys abans, de l'existència de perfils de mARNs distintius en les cèl·lules ectocervicals de dones que han tingut parts prematurs. La quantificació durant el primer trimestre gestacional de certs mARNs presents als leucòcits mononuclears (agranulòcits) en sang perifèrica es considera un indicador amb valor pronòstic del part preterme espontani, segons alguns especialistes.
Sembla existir una relació entre certes variacions característiques de la microbiota vaginal en diferents grups de dones i el part preterme. Canvis en la composició i diversitat de dit microbioma en el primer trimestre gestacional es consideren possibles indicadors de risc de part prematur.
La durada de l'embaràs es considera normal quan el part es produeix entre les setmanes 37 i 42 ("part a terme"). Quan el nen neix abans de les 37 setmanes se l'anomena "prematur o preterme". El nen prematur neix amb una "immaduresa" dels seus òrgans i sistemes (respiració, control de temperatura, digestió, metabolisme, etc.) Això el fa més vulnerable a les malalties i més sensible als agents externs (llum, soroll, etc.). Per exemple, la immaduresa dels túbuls renals indueix el desenvolupament en els prematurs de molt baix pes una anèmia per dèficit d'eritropoietina (EPO). Per tal d'evitar en aquests nounats els riscos inherents a les transfusions múltiples, s'instaura una teràpia substitutiva amb EPO subcutània, a dosis que es regulen segons la resposta dels receptors hematopoèsics del moll d'os i el corresponent increment de l'hematòcrit. Cal diferenciar l'anèmia fisiològica del nounat de l'anèmia derivada de la prematuritat. En el prematur és més accentuada i el nivell mínim d'hemoglobina postnatal apareix abans que en el nounat a terme, ja que el temps de supervivència de les hematies és menor i -en comparació- la velocitat de creixement del nen és major per regla general. Els dipòsits de ferro també són menors en el prematur i, en conseqüència, s'esgoten abans.
S'ha dissenyat un test en aspirats orals per detectar amb rapidesa la síndrome del destret respiratori neonatal en prematurs, que permet evitar procediments més invasius.
És possible que un nen neixi a les 40 setmanes amb un pes igual al d'un nen prematur de 32 setmanes. Quan el nen pesa menys que el 90% dels nounats amb la mateixa edat gestacional es considera un nen petit per l'edat gestacional o nounat de baix pes. Si bé aquests nens no tenen les complicacions derivades d'una immaduresa corporal, el seu risc de patir asfíxia perinatal, aspiració de meconi, hipoglucèmia o hipotèrmia és considerable.
No tots els nens prematurs presenten els mateixos problemes. Per sota de 35 setmanes necessiten suport addicional per sobreviure fora de l'úter matern, per la qual cosa hauran d'ingressar en una sala de neonatologia. Cal tenir en compte que la gravetat dels problemes està amb relació a l'edat gestacional (durada de la gestació en setmanes). Un problema que cal destacar és la retinopatia del prematur, causada per una vascularització retinal anòmala. Les formes lleus d'aquest trastorn es resolen sense -o poca- afectació de la funció visual; les greus, però, poden ocasionar una pèrdua important de la vista o inclús ceguesa. La classificació d'aquesta retinopatia depèn de la zona afecta i del període evolutiu. Les retinopaties de pitjor pronòstic s'associen sovint amb hemorràgies intraventriculars i/o disfunció respiratòria causant d'episodis d'hipoxèmia. Segons el resultat del cribratge oftalmològic, es realitza un tractament amb làser de diode per retirar la retina avascular que dona bons resultats en la majoria dels casos. El bevacizumab (un inhibidor de l'angiogènesi) és una altra opció terapèutica eficaç, aplicat intravitri de forma aïllada o com a suport de la cirurgia. S'ha proposat un model predictiu precoç del desenvolupament de retinopatia en prematurs, basat en els nivells circulants del factor de creixement insulínic tipus 1 (en anglès: insulin-like growth factor-1 o IGF-1), a més d'un conjunt de paràmetres clínics i nutricionals.
L'hiperoxigenació dels prematurs pot provocar importants danys en les estructures respiratòries, com ara la displàsia broncopulmonar (DBP), o afavorir el desenvolupament de retinopaties. En general, avui dia es recomana evitar altes concentracions constants d'oxigen en els procediments de ressuscitació emprats en aquests nens. Per prevenir la DBP s'han proposat diversos mètodes de ventilació poc invasius i l'ús de surfactants millorats.
En nens menors de 30-32 setmanes i ≤1.500 gr de pes pot aparèixer una malaltia pulmonar atípica, la síndrome de Wilson-Mikity, caracteritzada pel desenvolupament precoç d'un enfisema intersticial quístic sense antecedents de distrés respiratori i que no és secundària a un dany derivat de la ventilació assistida.
Els prematurs tenen un major risc de patir hiperbilirubinèmia i kernicterus que els nascuts a termini, independentment de l'existència de patologies hemolítiques o hereditàries de base. L'activitat de l'enzim UGT1A1 en els prematurs i/o nens de baix pes és menor que la dels nascuts a termini i amb pes normal, fet que comporta una conjugació disminuïda de la bilirubina. Òbviament, la prevalença, gravetat i duració de la icterícia neonatal en nadons preterme augmenten amb la coexistència de problemes d'alletament, deficiència de glucosa-6-fosfat-deshidrogenasa o altres factors icterogènics.
Els neonatòlegs segueixen criteris molt estrictes per donar l'alta hospitalària als nounats prematurs de baix pes (~1700 grams), fonamentats en l'estabilitat respiratòria, la capacitat de termoregulació, l'absència d'apnees, les possibilitats d'alimentació oral i la competència dels familiars.
Els nadons prematurs sense patologies d'importància que reben atenció al seu domicili guanyen cada dia uns 40 grams, el doble de pes que els que es mantenen als hospitals. Com a conseqüència, l'alta arriba entre vuit i deu dies, la meitat que al centre mèdic. L'OMS té recollit un ampli conjunt de procediments relacionats amb les pautes d'alimentació òptimes que necessiten els prematurs de baix pes, ajustades a l'estat físic de cada cas i al seu desenvolupament. Després de l'alimentació parenteral inicial és convenient instaurar l'alimentació enteral amb llet materna o de donant tan aviat com es pugui, afegint si cal els fortificants o complements necessaris. La llet de la mare o de banc s'associa amb una menor incidència d'infeccions i d'enterocolitis necrotitzants i amb un millor desenvolupament nerviós que aquells prematurs alimentats només amb fórmules artificials. És un pas previ per assolir l'alimentació oral.

## Aspecte del nen
El nen petit té un aspecte fràgil, la seva pell és encara immadura i a través d'ella es poden veure els vasos sanguinis subjacents, això fa que tingui un color vermellós o violaci. Així mateix pot aparèixer "enganxosa" al tacte, morat o tallar-se amb facilitat. Per aquesta raó les infermeres li posen un gel o un altre material protector sota l'esparadrap per protegir la pell.
La majoria dels nens molt prematurs poden tenir també una fina capa de pèl molt suau lanugen, que els cobreix la major part del cos. Anirà desapareixent segons creixi.
El cap pot semblar desproporcionadament gran per la mida del seu cos i els seus braços i cames bastant llargs. Tenen molt poca quantitat de greix sobre els seus ossos. No obstant això en anar creixent desenvoluparà més greix i el seu cap, braços i cames adquiriran un aspecte més proporcionat.
No és infreqüent que tingui les parpelles fusionades en el moment del naixement. Amb el temps s'obriran. També les orelles estan poc desenvolupades, molt enganxades al cap i amb poc o gens de cartílag-el material que els proporciona la carcassa elàstica-, si estan plegades o doblades, és possible que es mantinguin en aquesta posició durant algun temps, la qual cosa no els ha de preocupar. Segons creixin les seves orelles formaran cartílag i això farà que es redrecin en ser tocades.
Un ~70% dels prematurs de menys de 35 setmanes gestacionals presenta apnees. La incidència és inversament proporcional a l'edat del nounat, de forma que la freqüència disminueix a mesura que el nen s'acosta a les 37 setmanes de gestació corregides. L'apnea neonatal es defineix com l'absència de respiració durant 20 segons o més, o bé com una absència de menor duració acompanyada de bradicàrdia i cianosi. Si són abundants i és necessari, es tracten amb pressió positiva continua de les vies respiratòries, metilxantines i doxapram. El citrat de cafeïna, emprat també en casos de displàsia broncopulmonar i apnea post-anestèsica, redueix 2-7 dies el període de ventilació mecànica en els prematurs de risc elevat; si bé pot retardar temporalment l'augment de pes i cal avaluar amb molta cura la duració de la teràpia, ja que l'acumulació de cafeïna indueix alteracions osteopèniques en el nen. Independentment de la presentació de DBP o no, a curt i mitjà termini els prematurs extrems acostumen a patir una restricció del volum respiratori corrent que por afavorir el desenvolupament de patologies pulmonars. S'ha observat una associació entre la prematuritat i l'existència de panteixos i problemes asmàtics durant la infància.
Un nen molt prematur té un penis molt petit i és possible que els testicles no hagin baixat encara a les borses. Una nena molt prematura té un clítoris prominent a causa que els llavis circumdants encara no estan desenvolupats.
És freqüent que es mogui poc i quan ho faci sigui amb moviments bruscos a manera de "sacsejades" o "sobresalts". Això succeeix perquè les seves respostes encara no estan desenvolupades i la seva coordinació segueix sent immadura. Normalment, cal un seguiment neurològic protocol·litzat del nen per valorar les seves funcions motores. De vegades, poden aparèixer signes d'una hipertonia muscular transitòria. La presència d'asimetries, de retracció i de retard en l'adquisició de les habilitats motrius pot significar algun grau de paràlisi cerebral, que haurà de ser tractat amb estimulació i fisioteràpia especialitzada. En alguns països s'han creat programes d'estimulació sensomotora dissenyats per ser practicats diàriament pels pares al domicili.
Com que el nen prematur té poc to muscular, s'haurà d'observar atentament per descobrir els signes que mostren com els seus músculs estan guanyant força i coordinació. És possible que el vegi fent moviments espontanis o doblant un braç o una cama. També podrà observar un reflex de succió en posar el dit a prop de la seva boca. Alguns reflexos primitius, com ara el de Moro o el de Galant, poden trigar un temps en aparèixer sense que això representi cap manifestació patològica. A mesura que dorm, menja i guanya pes, el seu to i color de la pell aniran semblant cada vegada més a la dels nens més grans.
És possible que al principi es tingui por d'acaronar-lo, aquests nens semblen molt fràgils per la seva mida tan petita. No obstant això és molt important que s'estableixi com més aviat millor un vincle físic entre la mare i el nen, ja que parlar i tocar el nadó facilita el seu desenvolupament i ajuda als pares a establir vincles afectius. Quan es trobi preparada per acaronar-lo, ha de rentar-se les mans i posar-se bata i mascareta. Depenent de les condicions de salut del nen podrà alimentar-lo, netejar-lo i cuidar-lo. En molts hospitals s'anima als pares a utilitzar el "mètode cangur" que és el contacte entre la pell nua del nen i la pell nua dels pares, aquest contacte ajuda a fer que els nadons es relaxin i respirin amb més facilitat, alhora que els estimula a succionar i alimentar-se.
S'han desenvolupat mètodes que calculen, a partir d'un conjunt de factors significatius present en els primers dies de vida dels nens molt prematurs, el risc d'aparició de problemes d'aprenentatge a l'inici de l'edat escolar.